# Siège de Jérusalem (1244)
Pour les articles homonymes, voir Siège de Jérusalem.
 (janvier 2017).
Si vous disposez d'ouvrages ou d'articles de référence ou si vous connaissez des sites web de qualité traitant du thème abordé ici, merci de compléter l'article en donnant les références utiles à sa vérifiabilité et en les liant à la section « Notes et références ».
Croisade
Le siège de Jérusalem du 15 juillet 1244 (8 safar 642 AH) oppose les défenseurs chrétiens de la ville à une armée ayyoubide et khwarezmienne. Sans fortifications suffisantes, la ville est pillée.

## Le siège
L'empereur Frédéric II du Saint-Empire, dirige la sixième croisade de 1228 à 1229 et réclame le titre de roi de Jérusalem en tant qu'époux de Yolande de Brienne, reine depuis 1212 sous le nom d'Isabelle II. L'armée imposante amenée par l'empereur et sa réputation dans le monde musulman suffisent à récupérer Jérusalem (à l'exception de l'esplanade des Mosquées qui restent aux mains des musulmans), Nazareth, Bethléem et plusieurs places-fortes sans combats. Elles sont rétrocédées par le très impopulaire traité de Jaffa signé par le sultan ayyoubide Al-Kâmil. Cependant, Jérusalem ne reste pas longtemps entre les mains des chrétiens, car ces derniers ne contrôlent pas suffisamment les environs de la ville pour pouvoir en assurer une défense efficace.
En 1244, les Ayyoubides autorisent les Khwarezmiens, dont l'empire a été détruit par les Mongols en 1231, à attaquer la ville. Ces guerriers qui viennent d'un royaume proche de la mer d'Aral, "sont des mercenaires engagés par le sultan d'Égypte dans sa lutte contre ses cousins de Syrie". Ces derniers, au moins 10 000 cavaliers, sont alors intégrés à la wāfidiyya du sultanat ayyoubide. Le siège a lieu le 15 juillet et la ville tombe rapidement. Les Khwarezmiens la pillent et la laissent dans un état de ruine tel qu'elle en devient inutilisable tant pour les chrétiens que pour les musulmans. Le sac de la ville et le massacre qui l'accompagne décident le roi de France Louis IX à organiser la septième croisade.